# 德钦滇紫草
德钦滇紫草（学名：Onosma wardii）是紫草科滇紫草属的植物，为中国的特有植物。分布于中国大陆的云南等地，生长于海拔2,210米至2,800米的地区，常生于山坡荒草地，目前尚未由人工引种栽培。